# Игрушка

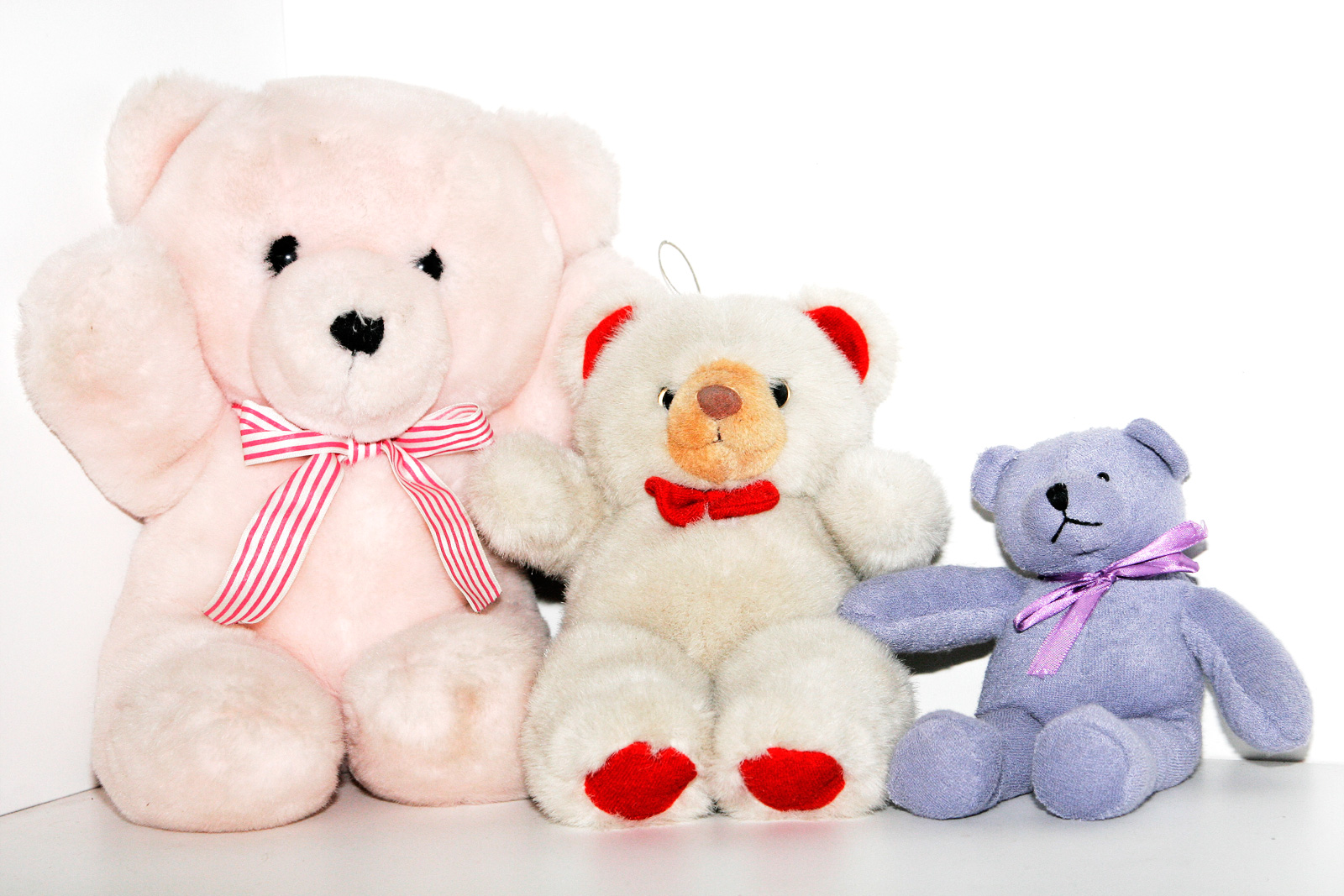
Плюшевые мишки — одни из самых популярных мягких игрушек

Игру́шка — предметы для игры.
В связи с особенностями развития человека в младенческом, детском и подростковом возрасте, вкусы и пристрастия к тому или иному виду игрушек имеют свойство видоизменяться, что приводит к большому разнообразию игрушек и их свойств.

## Значение
Воссоздавая реальные и воображаемые предметы, образы, игрушка служит целям умственного, нравственного, эстетического и физического воспитания ребёнка, помогая ему познавать окружающий мир, приучая к целенаправленной, осмысленной деятельности и способствуя развитию мышления, памяти, речи, эмоций. Игрушка широко используется в учебно-воспитательной работе с детьми, в частности для развития технического и художественного творчества (см. детские игры, детское творчество). Типы, характер, содержание и оформление игрушки определяются конкретными воспитательными задачами применительно к возрасту детей с учётом их развития и интересов. 
Содержание и формы игрушки находятся в непосредственной связи с социальным строем общества и уровнем его культуры.
Игрушки позволяют также более естественно организовать общение ребёнка с родителями, что является в современном мире весьма актуальной проблемой.
При этом, игрушка и игра с нею не являются универсальным инструментом развития и подготовки к жизни в мире взрослых. Игрушка не может и не должна быть заменой общению с родителями, сверстниками и другими людьми, а также иным способам познания окружающего мира.

## Функции игрушек
Игрушки, как и сам процесс игры, выполняют множество различных функций. Они развлекают ребёнка, выполняя одновременно и воспитательную функцию. Кроме того, игрушки улучшают когнитивные функции и способствуют развитию творческих способностей. Они помогают развитию физических и умственных навыков, необходимых ребёнку в дальнейшей жизни.
Игрушки для младенцев используют характерные звуки, яркие цвета, уникальную текстуру. При игре с ними младенцы начинают распознавать звуки и цвета, что оказывает влияние и на развитие памяти.
Обыкновенные кубики являются прекрасным развивающим инструментом. Они формируют зрительно-моторную координацию, математические и познавательные навыки, позволяя детям одновременно проявлять творческие способности. Такие игрушки, как шарики и мячи помогают ребёнку в изучении причинно-следственных связей, позволяют развить координацию движений и другие полезные навыки.
Лепка из пластилина, «глупая замазка» и другие подобные развлечения положительно влияют на физическое, когнитивное, эмоциональное и социальное развитие ребёнка. Кроме того, подобные материалы позволяют ребёнку создавать игрушки самостоятельно.
Развивающие игрушки для детей школьного возраста включают в себя головоломки, конструкторы, игрушки, помогающие развивать навыки решения технических проблем и математические способности.
Существуют и игрушки для подростков и взрослых. Например, Колыбель Ньютона демонстрирует закон сохранения импульса и энергии.
Также, как произведения декоративно-прикладного искусства игрушки, особенно национально-традиционные, используются в качестве декоративных элементов в современном интерьере.

### Гендерные различия

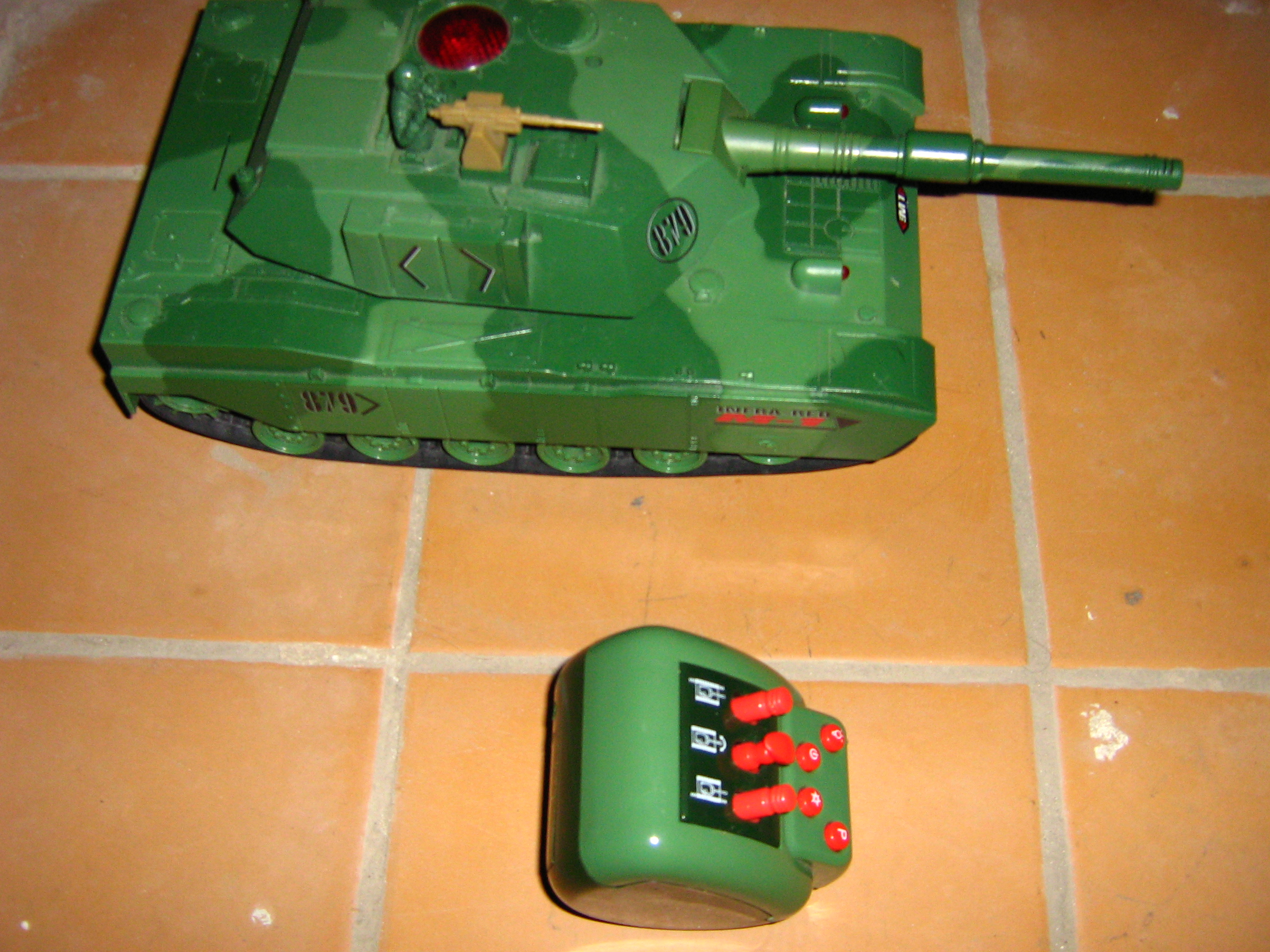
Игрушечный радиоуправляемый танк с пультом ДУ.

Между мальчиками и девочками существуют гендерно обусловленные различия в выборе игрушек. Девочки чаще играют с куклами, мальчики предпочитают машинки. Исследователи считают, что подобные различия дети демонстрируют уже в полуторагодовалом возрасте.
Тем не менее, наблюдения за движением глаз младенцев показало, что девочки уже в младенческом возрасте больше обращают внимание на куклы, чем на машинки, тогда как мальчики показывают обратный результат. Это говорит о том, что предпочтения в выборе игрушек появляются раньше, чем самоосознание и понимание своей гендерной принадлежности. Чёткие предпочтения в выборе игрушек складываются в возрасте около трёх лет и чуть старше.
Замечено, что родители, учителя и другие дети более позитивно реагируют на детей, играющих в игрушки, свойственные их полу. К сыновьям обычно предъявляются более жёсткие требования в выборе игрушек, считающихся свойственными для мальчишеских игр. Среди девочек же игра в игрушки, считающиеся игрушками для мальчиков, становится всё более распространённой и не считается столь предосудительной. Замечено также, что отцы чаще матерей выражают негативное отношение по отношению к играм в несвойственные половой принадлежности ребёнка игрушки.

## Особенности и аспекты
Игрушка имеет двойственную природу: она может быть создана самим ребенком или предложена ему в готовом виде из мира взрослых. Значительная часть предлагаемых ребенку игрушек имеет ярко выраженную социально-педагогическую направленность: необходимость адаптации ребенка к конкретному социальному окружению с помощью моделирования взрослого мира в игровом процессе.
Игрушка также даёт ребёнку уникальную возможность путешествия во времени, когда игрушечная модель воспроизводит мир ушедших эпох и культур народов, в том числе исчезнувших.
Если физический рост ребёнка сопровождается развитием интеллекта, психики и эмоционального внутреннего мира, то и критерии выбора игрушки постоянно и непрерывно меняются. Вкусы и пристрастия ребёнка в выборе игрушек с одной стороны зависят от как от естественных врожденных его качеств, так и приобретаемого им общего и конкретного социального опыта в процессе наблюдения за окружающим миром и стремлением понять законы и правила, которым следует природа и человеческое общество. Такое поведение является важнейшим фактором адаптиции (приспособления) ребёнка к окружению, гармонизации отношений с другими людьми и приобретению навыков, необходимых в будущей взрослой жизни.
Абстрактное и конкретное
Все игрушки делятся на две основные группы: абстрактные — не имеющие во внешнем облике и внутренних свойствах формальных детальных признаков реального окружающего мира и моделированные — копии-модели естественных предметов и проявлений природного окружения с большой степенью детализации (фигурки деревьев, животных; звукоподражательные игрушки) и игрушки, воспроизводящие устройство и проявления мира, созданного человеческой цивилизацией (домики, куклы Одесса[что?], модели домашней утвари, предметов обихода, машин и механизмов и тому подобное).
Абстракция некоторых видов игрушек является условной. На самом деле игрушка как физический предмет имеет множество свойств: размер, форму, фактуру (гладкая или шероховатая), цвет; она может быть холодной (металл, керамика) или теплой (дерево, ткань); иметь счисление (один или несколько элементов); давать представление о перемещении в пространстве, издавать звуки и так далее. Отличительным свойством абстрактной игрушки является ее независимость от социальной среды и потребность в ней в силу врожденных свойств ребенка, побуждающих его к самостоятельному познанию окружающего мира. Именно поэтому абстрактные игрушки одинаковы во все времена и у всех народов.
В младенческом возрасте в силу неразвитости мозга, отсутствия опыта и знаний ребенок не в состоянии воспринимать все многообразие окружающего сложно устроенного мира. Процесс познания идет от простого к сложному и от общего к конкретному.
Младенец не воспринимает детализацию сложно устроенных игрушек. Вот почему в раннем младенческом возрасте ребенок вполне удовлетворяется игрушками, имеющими простые формы и ограниченные функции.
Затем, в процессе роста и развития, накопления знаний и опыта ребенок испытывает потребность во все более сложных и разнообразных игрушках.
Не теряя интереса к игрушкам абстрактным (мяч, обруч и другие), с возрастом ребенок все более начинает интересоваться игрушками, моделирующими мир взрослых.
Социальный, национальный и временной аспекты
С ростом ребёнка и появлением у него потребности в моделировании предметов и человеческих отношений взрослые, преследуя педагогическе цели, создают и предлагают ребёнку игрушечный мир, отражающий конкретное природное окружение и конкретную социальную среду, где пребывает социум, которым является семья, род, племя, народность. С помощью игрушек-моделей ребёнку предлагается в игровой форме принять правила и нормы общества, в котором ему предстоит жить. Природное окружение, бытовой уклад, моральные нормы и правила поведения у различных народов имеют отличия, которые находят отражение в национальных особенностях игрушек и игрового процесса. Игрушка и игра отражают также и временные различия: очевидно, что некоторые игрушки Древнего мира или Средневековья отличаются от тех, которые предлагают детям в настоящее время.
Глобализация как неизбежный динамичный процесс взаимопроникновения и обогащения национальных культур ведет к унификации игрушки и её роли в педагогическом процессе. Однако существующие естественные особенности природной среды, быта и культур различных народов позволяют региональной игрушке сохранить национальные особенности и колорит. Знакомство ребёнка с национальными игрушками и правилами игры других народов не только расширяют кругозор, но и призваны вырабатывать уважительное отношение к иной культуре и укладу жизни.

## Игрушка в мире взрослых
Парадоксальным является тот факт, что игрушка не теряет своего значения по мере взросления человека. В так называемой взрослой жизни отдельные виды игрушек продолжают удовлетворять эмоциональные, эстетические и интеллектуальные потребности человека. Очень часто с помощью игрушки и игрового процесса возможно моделировать ситуации и события, которые неосуществимы в реальном мире в силу тех или иных причин.
Отдельным культурным феноменом, присущим многим народам, является кукольный театр. Сюжеты, разыгрываемые управляемыми куклами, позволяют касаться многих деликатных тем человеческой природы, дают возможность взглянуть на социальные отношения со стороны и отнестись критически к самому себе и окружающим людям, что является общечеловеческой потребностью.

### Моделирование
«Игрушкой для взрослых» можно назвать многочисленные варианты моделей-копий реальных объектов (моделирование), которые находят широкое применение в самых разных областях человеческой деятельности.
В глубокой древности фигурки человека и животных, выполненные в глине, кости или камне являлись, вероятно, частью важных ритуалов. С освоением металлов искусство мелкой пластики расцветает и появляется множество изделий с поразительной точностью в миниатюрном виде отображающим реальный мир.
В XVII и XVIII веках парижские модельеры рассылали заказчикам куклы, по наряду которых можно было судить о последних веяниях европейской моды.
В архитектуре и градостроительстве создание модели здания или варианта застройки земельного участка ансамблем (группой) зданий является обязательной процедурой творческого процесса.
Множество будущих инженерных сооружений (мосты, плотины, дамбы, шлюзы, башни различного назначения и тому подобное) подвергаются предварительным статическим и динамическим испытаниям в виде моделей, что позволят выявить достоинства и недостатки проекта.
Модели судов испытывают в бассейнах, модели автомашин и самолётов — в аэродинамических трубах. Для изучения влияния различных факторов на организм человека в кабины испытуемых аппаратов помещают куклы-манекены.
Моделями самолётов пользуются пилоты для демонстрации фигур пилотажа и согласования действий нескольких летательных аппаратов в предстоящем полёте.
Игра в солдатики в прошлом имела глубокий практический смысл: пользуясь фигурками, изображавшими различные рода войск, можно было моделировать ход будущего сражения.
Во время проведения боевых действий перед началом наступления нередко на основе разведывательных данных создавался макет местности, фортификационных сооружений противника или населенного пункта для проведения командно-штабных учений.
На авианосцах США отображение оперативной ситуации на взлетной палубе в режиме реального времени осуществляется на столе-модели, где самолёты и вертолёты изображают их уменьшенные копии (игрушки); неоднократные попытки изменить такой порядок вещей не дал удовлетворительных результатов — моделирование миниатюрными физическими объектами оказалось наиболее эффективной формой восприятия важнейшей информации.

## История игрушки

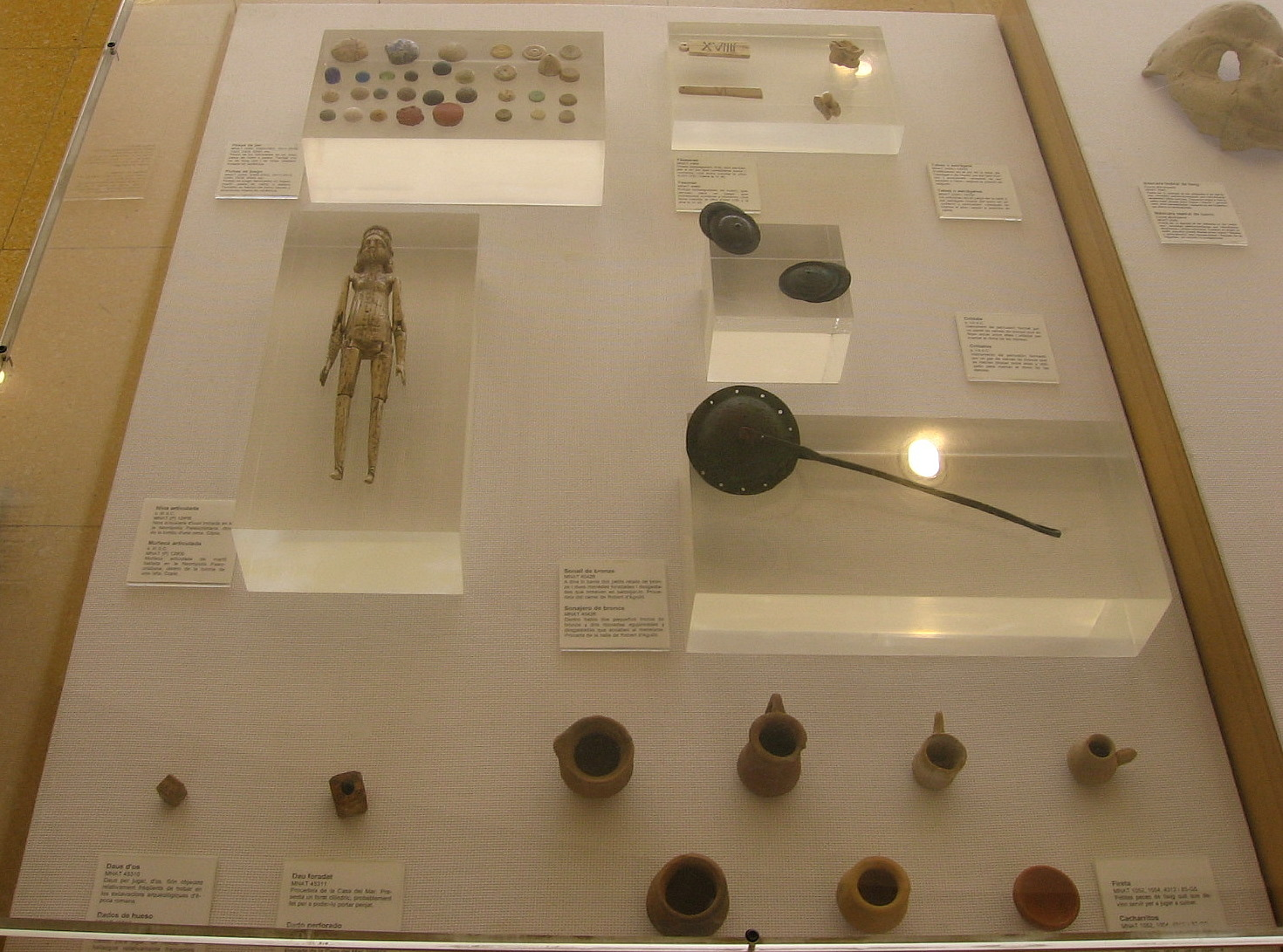
Экспозиция древнеримских игрушек

Игрушки известны человечеству с глубокой древности, они были обнаружены археологами при раскопках остатков древних цивилизаций. Игрушки, найденные при раскопках Индской цивилизации (3000—1500 до н. э.) включают маленькие повозки, свистки в виде птиц и игрушечных обезьянок, которые могут сползать по верёвке.

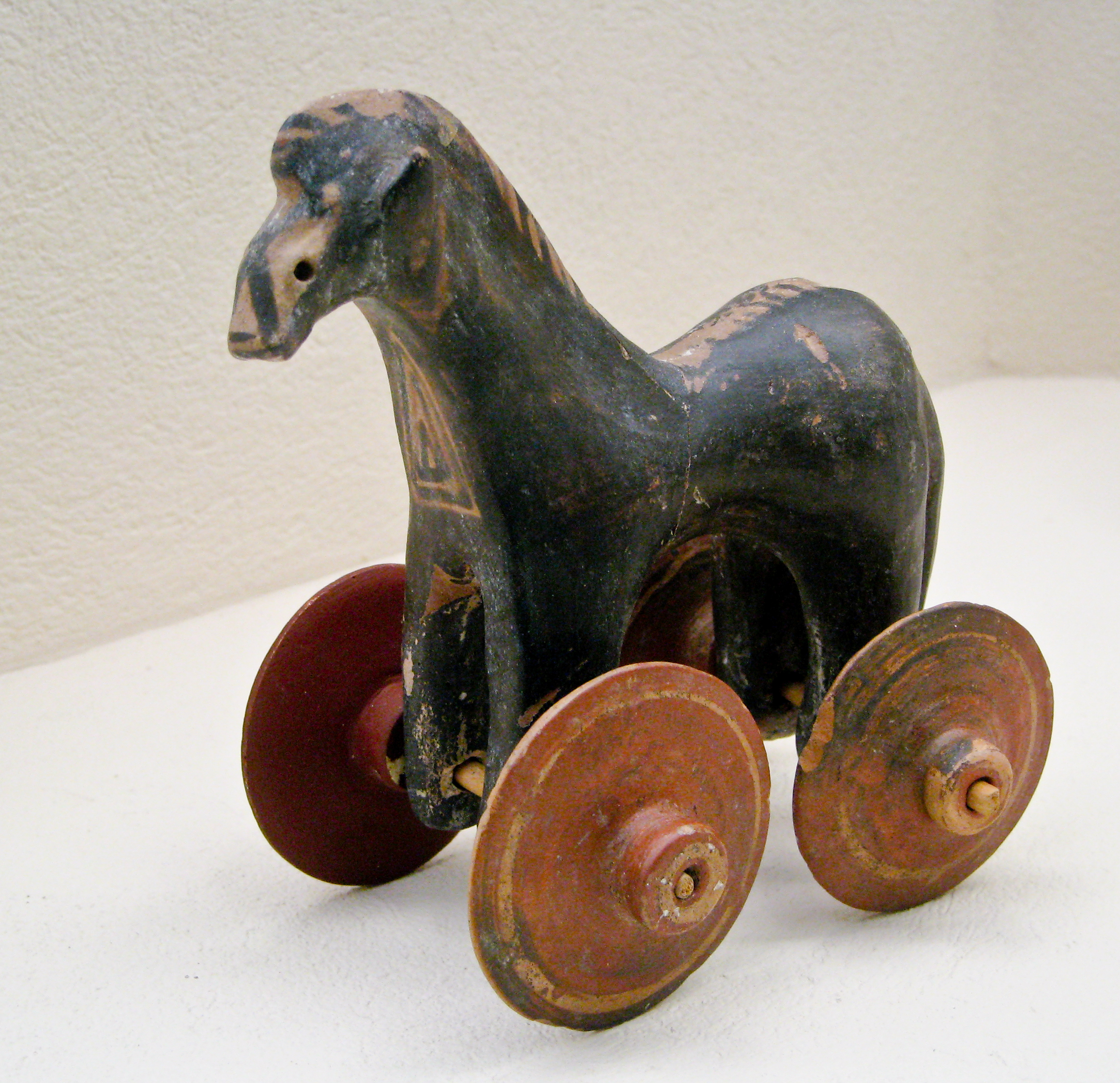
Лошадка на колёсах. Древняя Греция, Керамик 950—900 до н. э.

Самые древние игрушки сделаны из доступных природных материалов, камней, палок и глины. Тысячи лет назад египетские дети играли в куклы, у которых были парики и подвижные конечности, они были сделаны из камня, керамики и дерева. В Древней Греции и Древнем Риме дети играли с куклами, сделанными из воска и терракоты, луком и стрелами, йо-йо. В Греции, когда дети, особенно девочки, достигали совершеннолетия, было принято приносить игрушки детства в жертву богам. Накануне свадьбы девушки возраста около четырнадцати лет в качестве обряда посвящения во взрослую жизнь приносили свои игрушки в храм.
Эволюцию игрушки можно проследить на примере кукол. Самые древние куклы были просто вырезаны из дерева или связаны из травы. В Древнем Египте куклы уже могли двигать конечностями. 
Куклы начала XX века уже умели говорить «мама». Сегодня уже существуют куклы, которые могут распознавать предметы, голос своего владельца, и выбирать фразы из сотен вариантов, заложенных в них программой.
Изменились игрушки, технологии их изготовления, лишь тот факт, что дети любят с ними играть остаётся неизменным на протяжении всей истории человечества.
Отмечен рост популярности военизированных игрушек в 1940-е — 1950-е годы.
Технологический прогресс цивилизации повлиял и на детские игрушки. Сегодня игрушки изготавливаются из пластмассы, появились игрушки с батарейками. Если раньше игрушки были самодельными, то сейчас существует целая индустрия игрушек с массовым производством и механизмами реализации.

### Русские игрушки

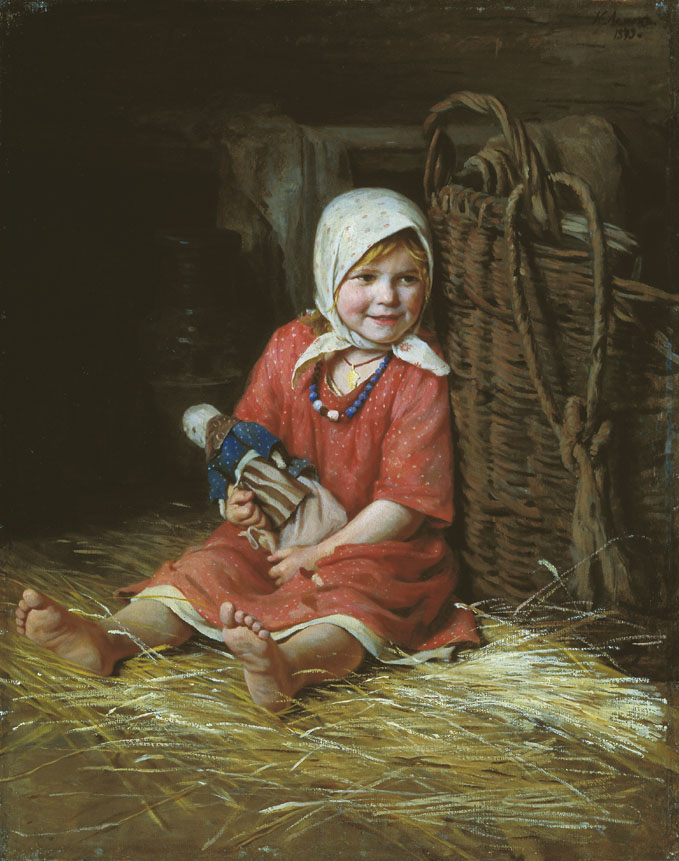
К. В. Лемох Варька (1893)

Игрушка в России до XVIII века называлась потеха, потешка.
В Москве игрушки продавались в Овощном, Пряничном и Потешном рядах, или изготовлялись дома. Игрушки — деревянные фигурки: лошадки, барашки, козлики, птички, медведи, петушки, собаки, львы, мужички, немки (куклы); деревянные и глиняные сосуды, игрушечными ковшики, стаканы, чашки и так далее. Игрушечные домики, колодцы, избы, городки, беседки и т. д.
Одной из первых игрушек был мячик (мечик) — из тканей, с бубенцами внутри.
В царской семье мальчикам к концу первого года жизни дарили деревянную лошадку с седлом, уздечкой и стременами. Вероятно, это традиция осталась от обряда сажания на живого коня. С взрослением царевичу покупались барабаны, знамёна, латы, луки, мечи, воеводские знаки, алебарды.
Царевны играли в куклы. Куклам покупали потешные кроватки, постельное бельё, одежду: летники, шубки и т. д.

## Классификация игрушек
Существует множество параметров, по которым можно систематизировать сведения о всём многообразии известных на сегодня игрушек

### По возрастному назначению
- от рождения до 1 года
- от 1 от 3 лет (в этот период начинается разделение игрушек для девочек и для мальчиков)
- от 3 лет до 5 лет
- от 5 лет до 10 лет
- от 10 лет и старше

### По воспитательному (развивающему) назначению
(Классификация педагогами)
- Сенсорные (до года в основном звуковые — погремушки, пищалки, музыкальные игрушки; зрительные — калейдоскоп, цветные контурные изображения);
- Двигательные (мобиль, мяч, юла, заводные игрушки);
- Образные (изображения животных, куклы, солдатики, машинки);
- Общественно-бытовые и производственно-технические (игрушечные инструменты, например совок и ведёрко, оружие);
- Конструктивные (различные конструкторы и сборные игрушки).

### По материалу изготовления

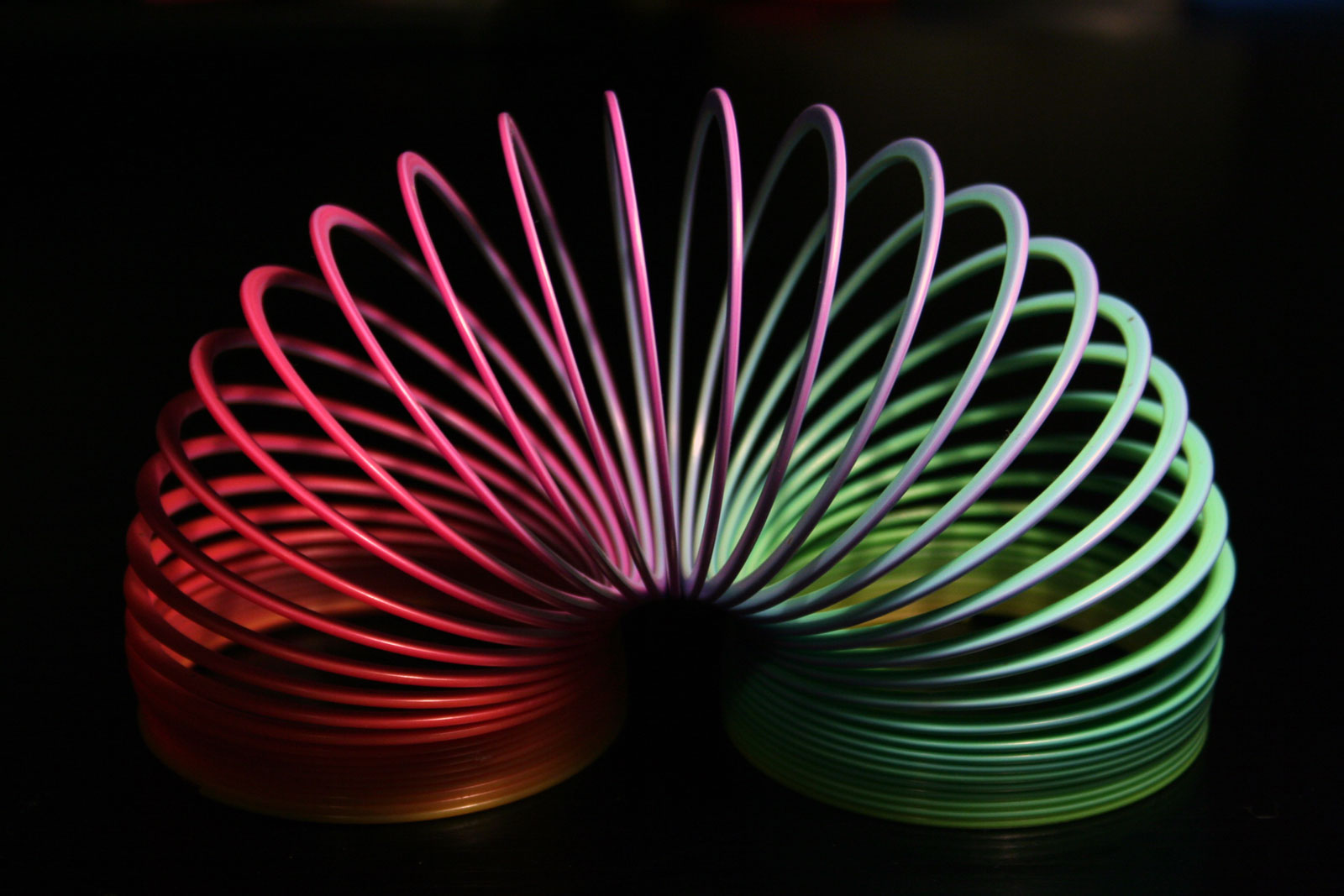
Пластмассовая игрушка слинки

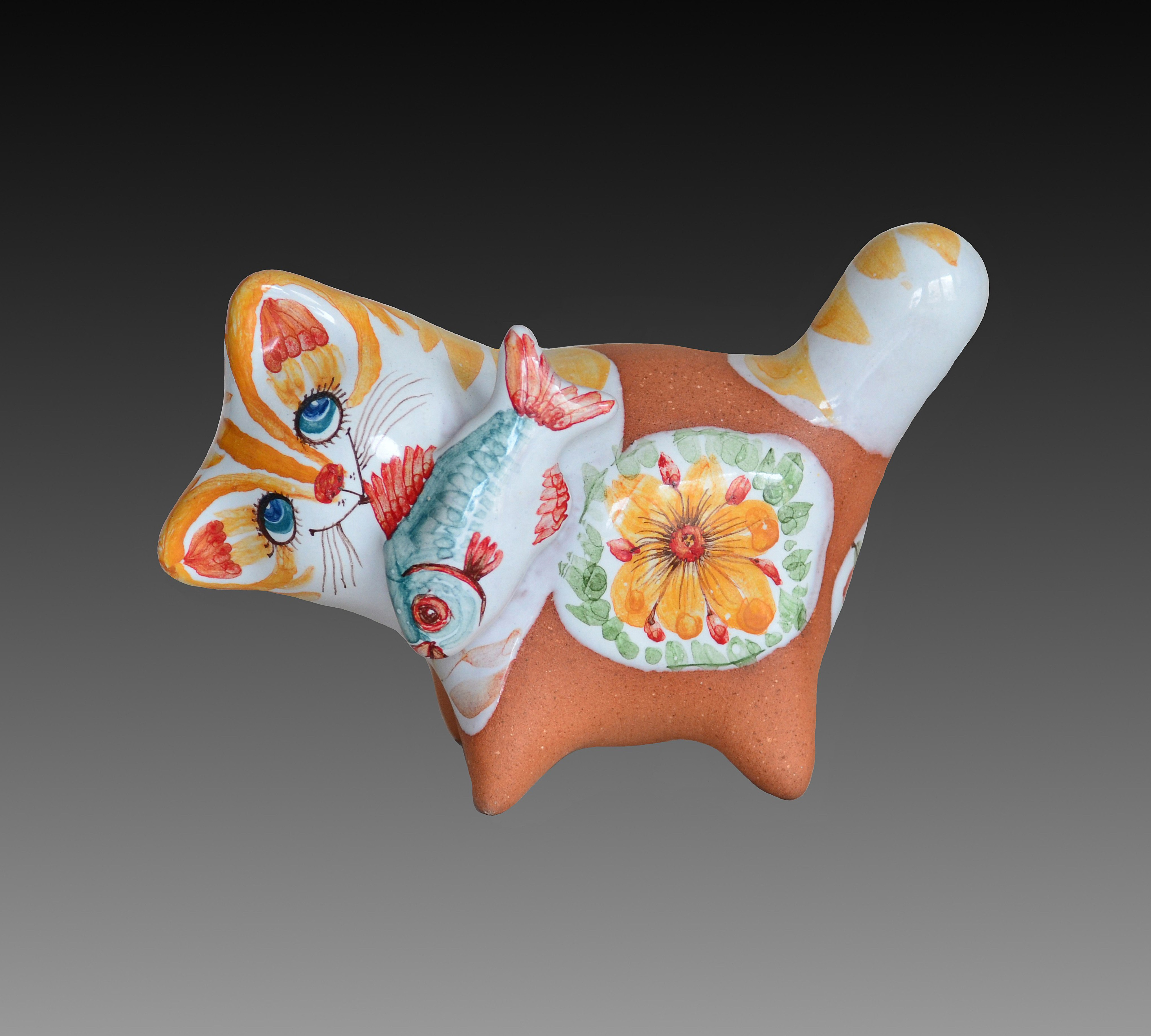
Глиняная игрушка «кот-рыболов»

- Тканевые
- Фетровые
- Соломенные
- Глиняные
- Деревянные
- Пластмассовые
- Резиновые
- Меховые
- Металлические
- Фарфоровые
- Картонные
- Ватные

### Педагогическая классификация детских игрушек
Педагогическая классификация детских игрушек следующая:

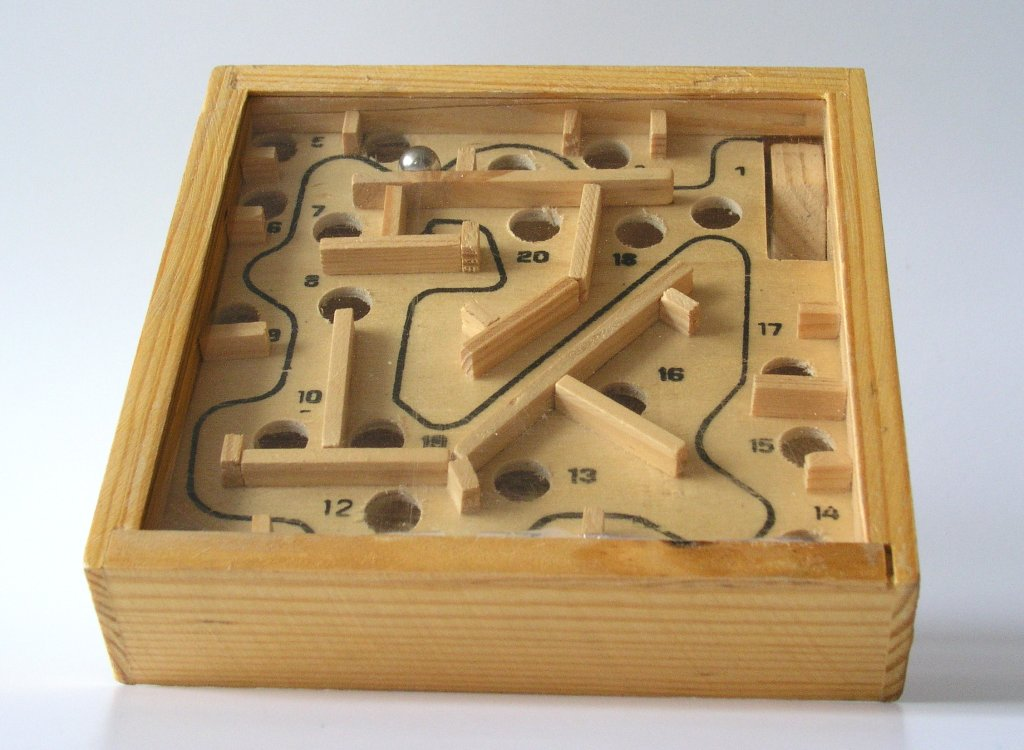
Игрушка механической головоломки

I. Игрушки по видам игр: сюжетным, дидактическим, спортивным, развлекательным
- Сюжетно-образующие игрушки, прообразом которых являются одушевленные и неодушевленные объекты окружающего мира, используются преимущественно в сюжетных играх:
  - куклы;
  - фигурки людей;
  - фигурки животных;
  - предметы игрового обихода;
  - театральные;
  - празднично-карнавальные;
  - технические.
- Дидактические игрушки предназначены для дидактических игр, в содержании или конструкции которых заложены обучающие (развивающие) задачи:
  - собственно дидактические: основаны на принципе самоконтроля;
  - дидактические игры (наборы) с правилами: предназначены преимущественно для игр на столе (полиграфические и прочие);
  - конструкторы и строительные наборы;
  - игры-головоломки;
  - музыкальные игрушки.
- Спортивные игрушки.
- Игрушки-забавы.

II Игрушки по степени готовности:
1. Готовые.
2. Сборно-разборные, состоящие из трансформирующихся частей и деталей.
3. Заготовки и полуфабрикаты для игрушек-самоделок.
4. Набор различных материалов для создания игрушек-самоделок.

III Игрушки по виду применяемого сырья:
1. Деревянные.
2. Пластмассовые.
3. Металлические.
4. Из тканей, в том числе набивные игрушки.
5. Резиновые.
6. Из бумаги и картона.
7. Из керамики, фарфора и фаянса.
8. Из древесных материалов, папье-маше.
9. Из новых синтетических материалов.

IV Игрушки по величине:
1. Мелкие (размером от 3 до 10 см).

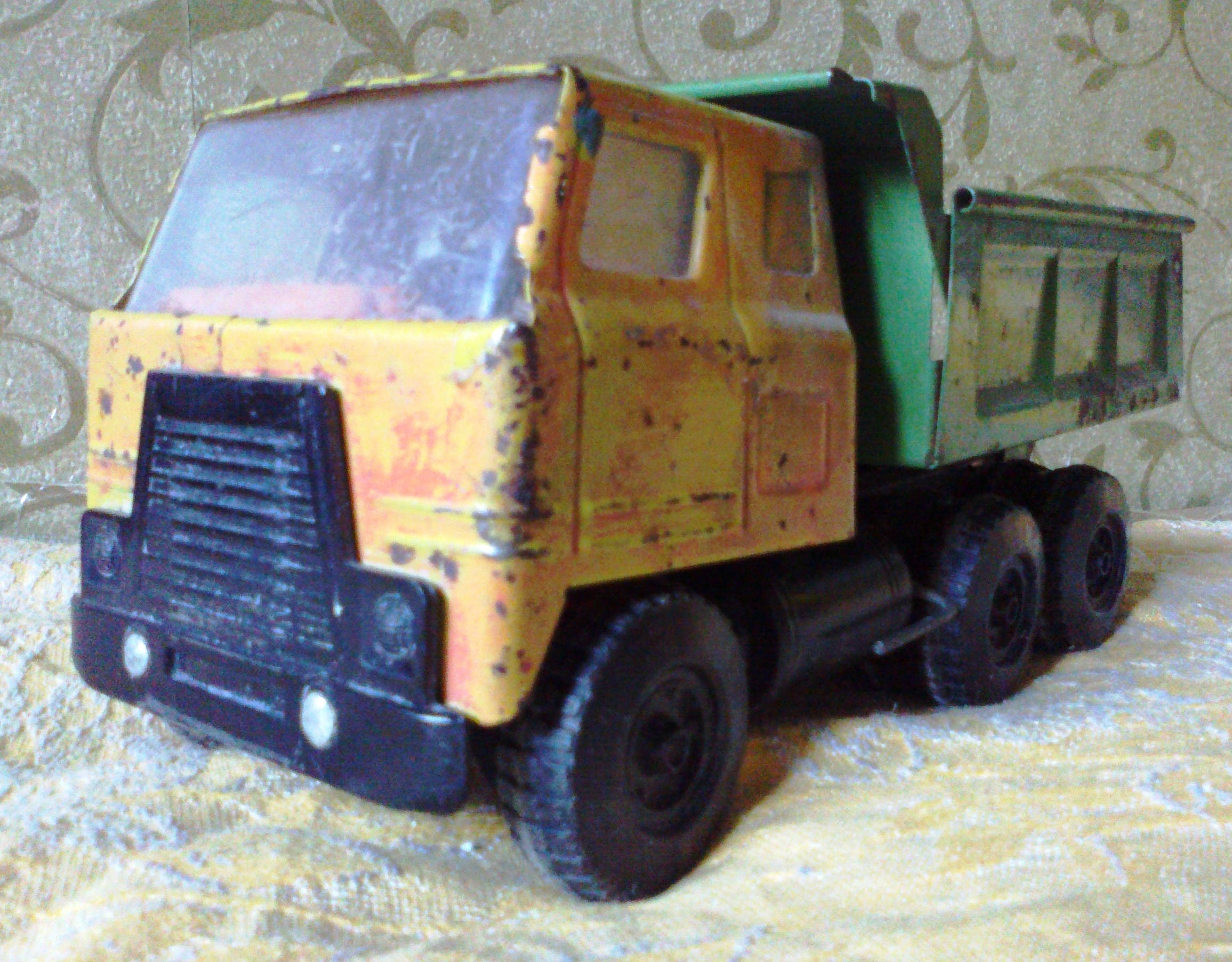
Игрушка Самосвал СССР

2. Средние (размером от 10 до 50 см).
3. Крупногабаритные (соразмерные росту детей в разные возрастные периоды).

V По функциональным свойствам:
1. Простые, без подвижных деталей.
2. С подвижными деталями, механические (в том числе с заводными и инерционными механизмами).
3. Гидравлические.
4. Пневматические.
5. Магнитные.
6. Электрифицированные (в том числе электротехнические, электромеханические, радиофицированные, на электронной элементной основе).
7. Электронные (на компьютерной основе).
8. Наборы игрушек (или деталей) — совокупность деталей одной или нескольких игрушек, связанных между собой по назначению или функциональному признаку.
9. Игровые комплекты, объединённые единой темой (задачей).

VI Игрушки по художественно-образному решению:
1. Реалистические.
2. Условные.
3. Конструктивные.

## Виды игрушек
- Куклы (матрёшка, Барби и пр.)

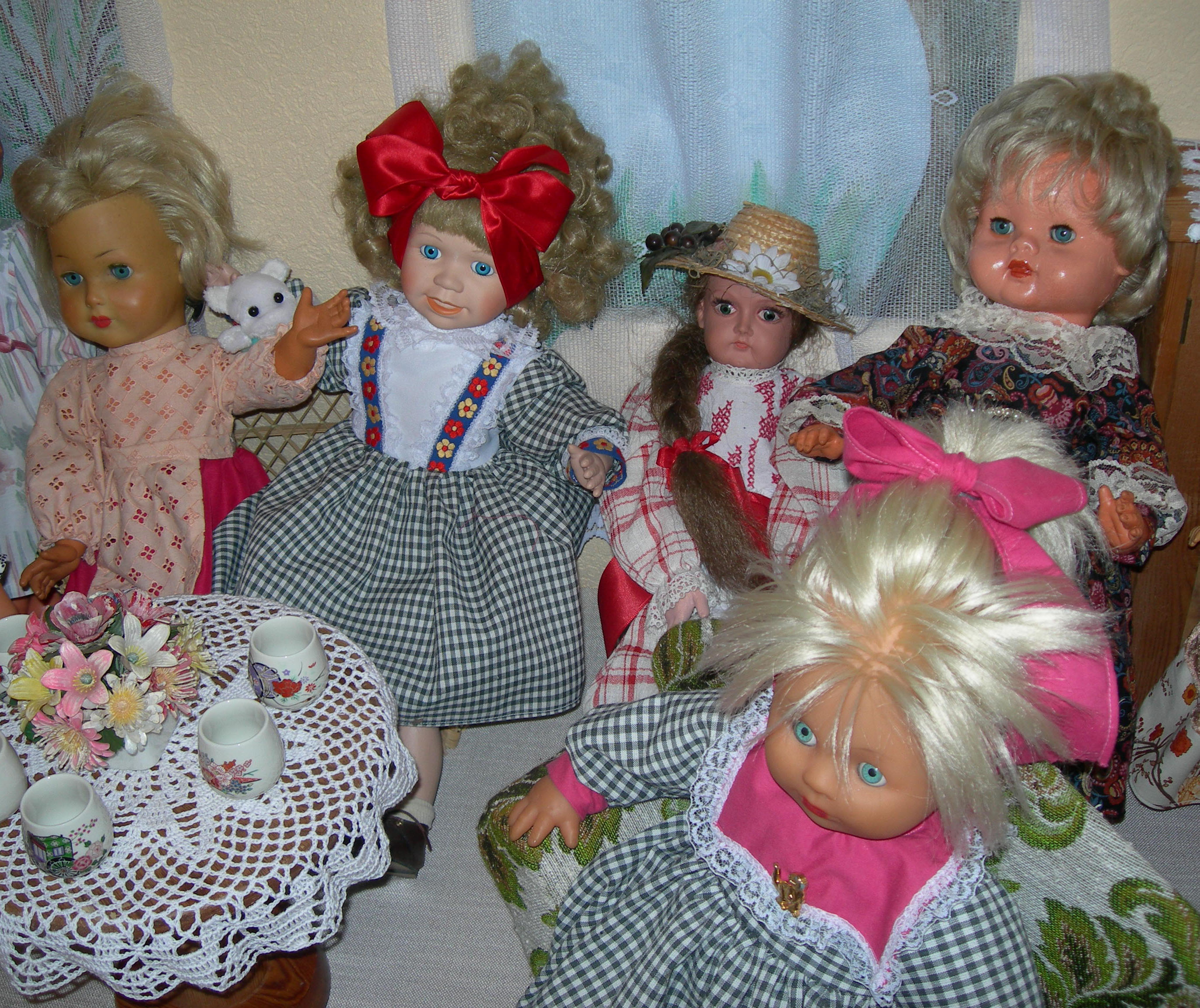
Куклы

- Мягкие игрушки (плюшевый мишка и пр.)
- Развивающие игры
  - Настольная игра (пазл и пр.)
  - Головоломка
  - Конструкторы
- Механические игрушки
- Солдатики
- Игрушечное оружие
- Компьютерные игры
- Офисная игрушка

## Индустрия игрушек

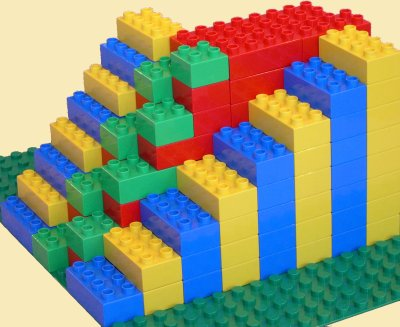
Лего

Если раньше игрушки были самодельными, то сейчас существует целая индустрия игрушек с массовым производством и механизмами реализации.
Технологический прогресс цивилизации повлиял и на детские игрушки — cегодня игрушки изготавливаются из пластмассы, появились игрушки с батарейками, на радиоуправлении, с управлением компьютером.
Фирмы и бренды
- Fischertechnik
- LEGO
- Playmobil
- K’nex
- Кубик Рубика

см. также Категория:Производители игрушек

## Экспертиза игрушек
Экспертиза игрушек — это действия частных и государственных надзорных органов, которые руководствуются системой правил, требований и государственных стандартов, обеспечивающих безопасность, эстетический вид и педагогическую пользу игрушки.
Существует несколько видов экспертизы, среди которых основные:
- Оценка образца будущего изделия, которое предполагается запустить в производство;
- Выборочная экспертиза изделий, находящихся в производстве с целью контроля качества и соответствия отраслевым стандартам;
- Экспертиза изделий импорта на предмет соответствия национальному законодательству.

Маркетинговые исследования являются одним из важнейших требований, предъявляемых к предварительной экспертизе изделия, которое предполагается запустить в массовое серийное производство. Такие исследования позволяют прогнозировать спрос и, соответственно, объёмы и себестоимость будущей продукции.
Критерии оценки
Нормативные требования, которым должна удовлетворять игрушка-изделие. Предназначены для использования в деятельности организаций, проводящих экспертизу игрушки.
Группы критериев:
- Группа 1: Обеспечение безопасности ребёнка, его защита от негативных влияний игрушки на здоровье и эмоциональное благополучие
- Группа 2: Качества игрушки, которые способствуют физическому, интеллектуальному и психо-эмоционального развитию ребёнка

### Сертификация игрушек
Постановление Правительства РФ № 1013 от 13 августа 1997 года предусматривает необходимость обязательной сертификации детских игрушек. Проводимая в отношении игрушек сертификация это оценка их с точки зрения физической безопасности для детей. В процессе сертификации проводится санитарно-эпидемиологическая экспертиза, сертификация соответствия. Игрушки проверяются более чем по ста показателям. Также инспектируется и производство игрушек, а также игрушки, уже поступившие в торговую сеть.

Игрушечная крыса

К детским игрушкам предъявляются следующие основные требования. Прежде всего, это безопасность материалов, из которых они изготовлены и которым покрыты. Она должна быть заверена в специальном паспорте, в котором кроме этого указывается, что материалы не являются аллергенными раздражителями и не содержат токсических химических и вредных веществ. Проверяются игрушки также на предмет наличия резкого неприятного запаха, а также оценивается цвет — слишком яркий и ядовитый цвет может оказывать негативное воздействие на психику ребёнка.
Хрупкость и ломкость игрушки учитывается наряду с наличием мелких и потенциально опасных деталей, которые могут травмировать ребёнка. Все пластиковые элементы мягких и плюшевых игрушек должны быть прочно пришиты и приклеены, чтобы избежать их проглатывания. Как и любая другая сертификация товаров на территории России, сертификация игрушек гарантирует безопасность и высокое качество. Она призвана гарантировать, что игрушка будет приносить ребёнку радость и не станет причиной неприятностей или болезней.
Сертификация игрушек, предназначенных для рынка Европейского Сообщества (Европейского Союза) несколько отличается по своей процедуре испытаний (в настоящее время опубликован проект Технического Регламента Таможенного Союза, положения проекта практически идентичны Директиве Европейского Союза по безопасности игрушек). Изготовление и оборот детской игрушки в Европейском Союзе определяет Директива 2009/48/ЕС по безопасности игрушек, которая вступила в силу 20 июля 2011 года, положение о химическом составе игрушек вступает в силу 20 июля 2013 года. Данная Директива ужесточает требования по изготовлению игрушки и ответственность за изготовление игрушек и реализацию, опасных для здоровья. Все детские игрушки, попадающие на рынок Европейского Союза должны иметь маркировку СЕ, просим не путать маркировку Китая, которая очень часто встречается на игрушках и практически не отличима от европейской маркировки СЕ, поставленная продукция на рынок ЕС должна соответствовать гармонизированным стандартам ЕС и Директивам ЕС.
Игрушки, представляющие повышенную опасность для ребёнка возраста до 3 лет, должны иметь предупреждения «Не подходит для детей в возрасте до 3 лет (36 месяцев)» или предупреждение в виде графики и в инструкции по применению игрушки, краткие предупреждения о опасностях, например — в игрушке используется магнит NdFeB, представляющий опасность при проглатывании.

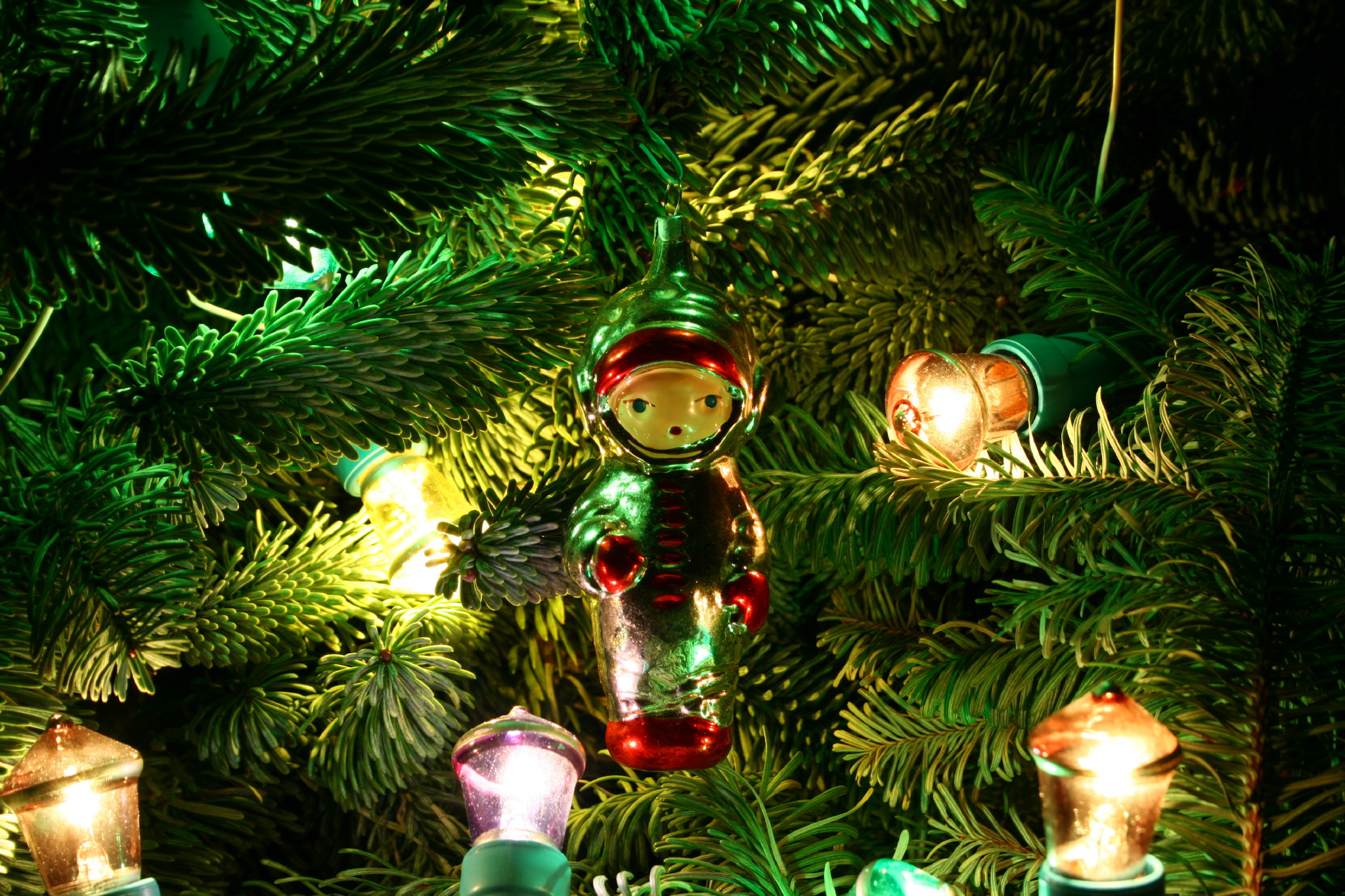
Ёлочное украшение «Космонавт», СССР, 1960-е годы

В Европейском союзе (ЕС) не относятся к детским игрушкам:
- ёлочные украшения, искусственные ёлки и принадлежности к ним, электрогирлянды;
- точные модели для взрослых коллекционеров;
- оборудование для общего пользования на игровых площадках;
- изделия для спортивных занятий;
- принадлежности для ныряния в глубоких водах;
- фольклорные и декоративные сувенирные куклы и похожие изделия для взрослых коллекционеров;
- установленные в общественных местах (например, в торговых центрах, на вокзалах) макеты игрушек;
- Пазлы (головоломки), содержащие более 500 деталей;
- пневматические винтовки и пистолеты;
- принадлежности для фейерверков и пистоны, которые не используются как игрушки;
- пращи, катапульты;
- снаряды для метания с металлическими наконечниками;
- Санитарно-гигиенические изделия из латекса, резины, силиконов (соски, пустышки, прорезыватели) для младенцев;
- игры и игрушки, работающие при номинальном напряжении свыше 24 Вольта;
- изделия с нагревательными элементами, предусмотренные для обучения в присутствии взрослых;
- транспортные средства с двигателем внутреннего сгорания предназначенные для детей до 14 лет;
- игрушечные паровые двигатели;
- велосипеды для спорта и езды по дорогам общего пользования;
- видеоигрушки, которые можно подключить к видеоэкрану и номинальное рабочее напряжение которых превышает 24 Вольта;
- трансформаторы для игрушек, питающиеся от сети, зарядные устройства для аккумуляторных батарей, в том числе поставляемые вместе с игрушкой;
- точные имитации огнестрельного оружия;
- украшения для детей;
- приспособления для плавания;
- средства защиты (очки для плавания, солнцезащитные очки, шлемы);
- летающие игрушки, запускающиеся с помощью резинового шнура;
- луки для стрельбы, длина которых в ненатянутом состоянии превышает 1200 мм.

Кроме Директивы 2009/48/EC по безопасности игрушек, В ЕС при изготовлении и испытаниях, применяются следующие директивы:
- Директива 2004/108/EC ЭМС[28] для электрических игрушек
- Директива 99/5/EC R&TTI[29] для радиоуправляемых игрушек, с 20 апреля применяется новая Directive 2014/53/EU (RED), Директива 2014/53/EU на русском языке.
- Директива 2005/84/EC — директива относительно использования фталатов и пластифицированных материалов в игрушках и товарах для заботы о ребёнке (теперь является частью регламента REACH)
- Директива 94/62/EC — упаковочные материалы для игрушек (отходы)
- EN 71-1: Проверка конструкции на физическую и механическую безопасность
- EN 71-2: Испытание на воспламеняемость
- EN 71-3: Испытание на наличие тяжелых металлов
- EN 71-4 & 71-5: Особые требования к комплектам для проведения химических экспериментов и химическим игрушкам
- EN 71-6: Требования к графическим символам возрастных предупреждений
- EN 71-7: Краски для рисования пальцами — требования и метод испытания
- EN 71-8: Подвесные, раздвижные и другие аналогичные игрушки для домашнего использования
- EN 71-9-11: Испытание на наличие органических химических соединений
- Азокрасители Директива по запрещенным азокрасителям 2002/61/EC для текстиля и кожи, используемых при производстве игрушек, которые могут вступать в продолжительный контакт с кожей человека
- Директива по упаковочным отходам 94/62/EC, регламентирующая упаковочные материалы для игрушек
- Единое испытание на наличие кадмия, проводимое в Нидерландах и других странах Евросоюза
- Испытания на соответствие Закону о продуктах питания и товарах Германии (LFGB) для игрушек, которые могут контактировать или упаковываются вместе с пищевыми продуктами
- Выщелачиваемый свинец и кадмий в керамических игрушках
- WEEE Директива (2002/96/EC) и RoHS Директива (2011/65/EU) — об утилизации электрического и электронного оборудования (2002/96/EC) и директива об ограничении использования некоторых вредных веществ в электрическом и электронном оборудовании (2011/65/EU) для электрических игрушек
- Регламент (ЕС) 1907/2006, касающийся правил регистрации, оценки, санкционирования и ограничения химических веществ (Регламент REACH)

в ЕАЭС
С 1 июля 2012 игрушки должны соответствовать Техническому регламенту Таможенного союза ЕАЭС.
На территории Евразийского экономического союза (ЕАЭС) все детские игрушки подлежат обязательной сертификации в соответствии с ТР ТС 008/2011. Сертификат выдается Органами по сертификации продукции, на основании проведенных испытаний игрушек в испытательной лаборатории. И Органы по сертификации и испытательные лаборатории должны иметь действующую аккредитацию и быть включены Единый реестр органов по оценке соответствия ЕАЭС
Чтобы подтвердить безопасность игрушек, в лаборатории проводятся разнообразные испытания, перечень которых зависит от вида/типа игрушки и применяемых материалов. К примеру, это могут быть физико-механические испытания на удар, нагрузку, остроту частей и деталей, размер, кинетическую энергию стреляющих изделий, измерение зазоров, доступность разных элементов, размеры веревок, статическое напряжение, запах, вкус; Или выявление вредных веществ: ароматические амины, ароматические углеводороды, фенол, формальдегид, ртуть, мышьяк, спирты, фталаты; Или проверка наличия источников альфа/бета/гамма излучений…

## Музеи игрушек

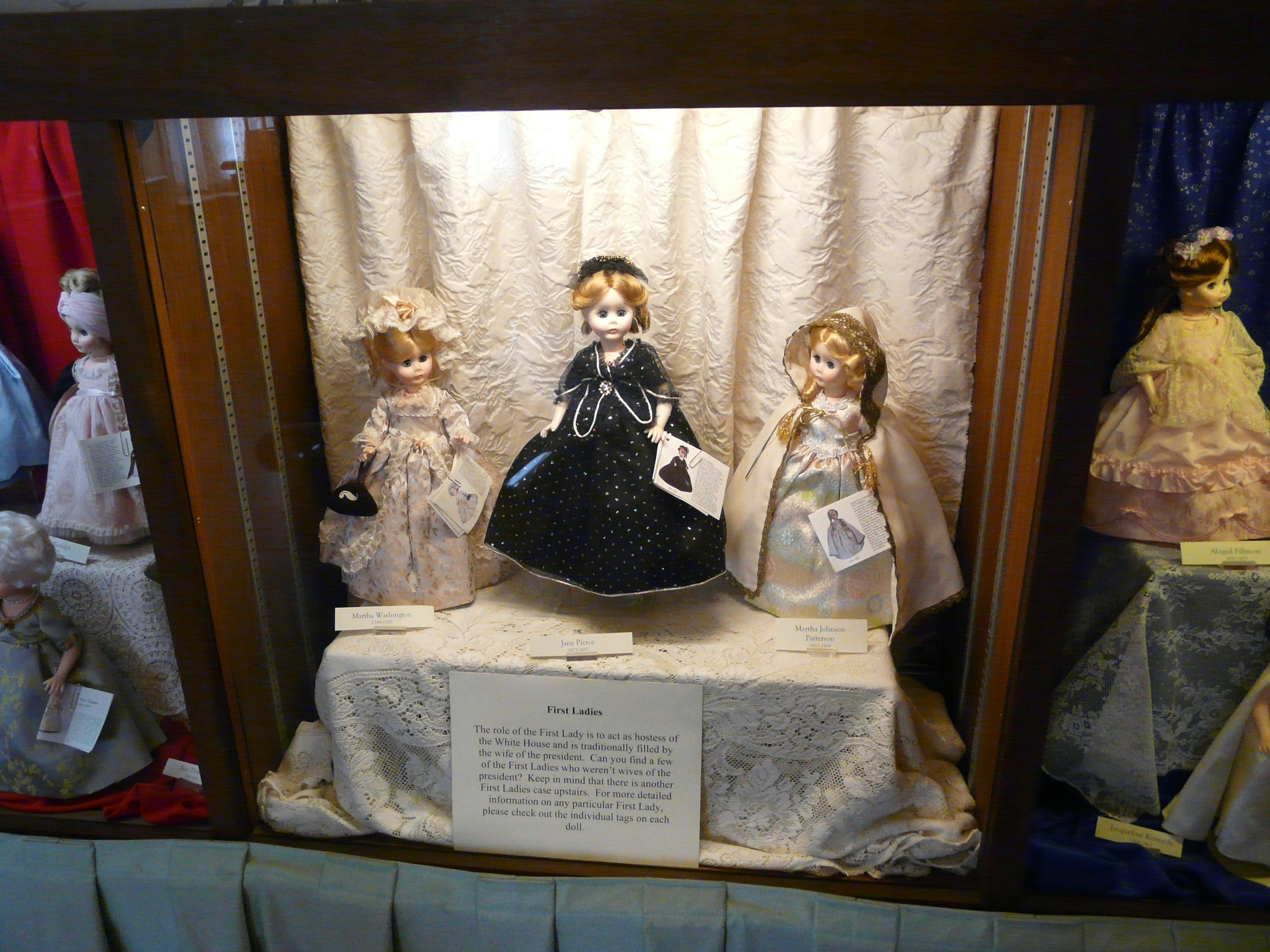
Экспозиция музея кукол в Денвере

Во многих странах открыты музеи игрушек. Первый в мире Немецкий музей игрушки был создан в 1901 году в Зоннеберге.
Первый в России музей игрушки был открыт в 1918 году в Москве, а в 1931 году он переехал в город Загорск, нынешний Сергиев Посад. С 1997 года, как негосударственное учреждение культуры, существует Музей игрушки в Санкт-Петербурге. Есть и художники, работающие в этом жанре. Например, в 2005 году выставка Олега Бурьяна «НЕнаивные игрушки» прошла в упомянутом Музее игрушки Санкт-Петербурга. В нём же существует музей кукол.
В Ленинградской области в 2015 году открылся Музей советской игрушки, экспозиция которого охватывает временной период 1920 по 1990 годы.
см. также: Категория:Музеи игрушек